# Atlantique (Schiff)
Die Atlantique, in einigen Quellen auch L’Atlantique geschrieben, war ein 1900 in Dienst gestelltes Passagierschiff der französischen Reederei Messageries Maritimes für den Linienverkehr nach Südamerika und später nach Fernost. Während des Ersten Weltkriegs diente die Atlantique als Hilfstransporter und wurde hierbei im Mai 1918 durch einen Torpedo schwer beschädigt. Seit einem Umbau im Jahr 1921 trug das Schiff den Namen Angkor und blieb noch bis 1933 im Einsatz. 1934 erfolgte der Abbruch der Angkor in La Seyne-sur-Mer.

## Geschichte
Die Atlantique entstand unter der Baunummer 79 in der Werft der Chantiers Navals de La Ciotat in La Ciotat und lief am 5. November 1899 vom Stapel. Nach der Übergabe an Messageries Maritimes nahm das Schiff am 4. Mai 1900 den Liniendienst von Bordeaux nach La Plata auf.
Am 23. Januar 1909 kollidierte die Atlantique vor Dakar mit einem Segelboot und beschädigte sich hierbei eine der Schraubenwellen, wodurch sie für sechs Tage ausfiel. 1912 wechselte das Schiff auf die Fernost-Linie und lief hierbei unter anderem den Hafen von Hongkong an, wo es am 25. Februar 1915 erneut in eine Kollision verwickelt war und diesmal eine Dschunke rammte.

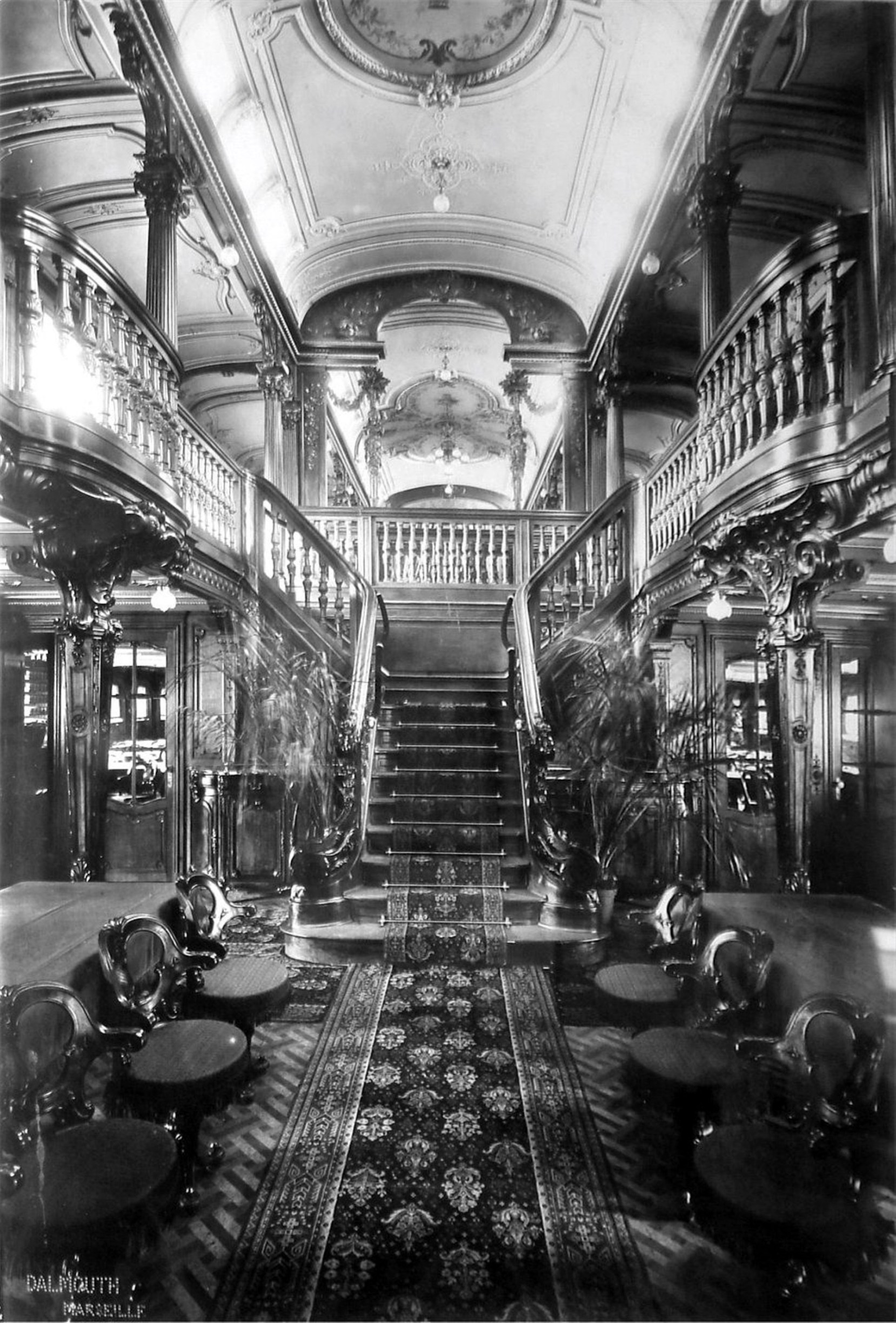
Die prunkvolle Treppe zum Speisesaal der Ersten Klasse

Nach Ausbruch des Ersten Weltkriegs diente die Atlantique als Hilfstransporter. Am 3. Mai 1918 verließ sie als Teil des Konvois HE11 Port Said, als sie am 9. Mai südlich von Sardinien von einem Torpedo des deutschen Unterseeboots UB 52 unter dem Kommando von Otto Launburg am Bug getroffen wurde. Große Teile des Bugbereichs wurden hierbei beschädigt oder laut einigen Quellen sogar komplett weggesprengt. Dennoch blieb das Schiff schwimmfähig und konnte den Hafen von Bizerte erreichen. Nur wenige Tage nach dem Vorfall wurde UB 52 am 23. Mai 1918 selbst durch das britische U-Boot H 4 angegriffen und mit dem Verlust von 33 – nach anderer Quelle 32 – Menschenleben im Drin-Golf versenkt.
Nach Ende des Krieges und der Rückkehr in den Liniendienst wurde die Atlantique ab 1920 komplett umgebaut, mit zusätzlichen Decksaufbauten versehen und mit ölbefeuerten statt kohlebefeuerten Kesseln ausgestattet. Im Juli 1921 erfolgte die Indienststellung unter dem neuen Namen Angkor, wieder im Dienst nach Fernost. Ab 1928 absolvierte das Schiff Kreuzfahrten im Mittelmeer, ehe es 1932 erneut den Liniendienst nach Fernost aufnahm und dort übergangsweise die im Mai 1932 ausgebrannte und gesunkene Georges Philippar ersetzte.
Im Dezember 1933 wurde die Angkor nach einer Dienstzeit von 33 Jahren ausgemustert und im Januar 1934 in La Seyne-sur-Mer abgewrackt.

## Ausstattung
Während seiner Dienstzeit als Atlantique konnte das Schiff 197 Passagiere der Ersten Klasse, 111 der Zweiten, 87 der Dritten und 217 der Vierten Klasse befördern. Nach dem Umbau zur Angkor änderte sich dies auf 134 Passagiere der Ersten, 75 der Zweiten und 87 der Dritten Klasse, womit die besonders spartanische Vierte Klasse wegfiel.
Zur luxuriös eingerichteten Ausstattung der Ersten Klasse zählte ein Rauchsalon, ein Schreibzimmer sowie ein Café auf Deck D. Der über eine prunkvolle Treppe erreichbare Speisesaal befand sich auf dem B-Deck.
Die Bereiche der anderen Klassen befanden sich auf dem A-Deck. Sie verfügten ebenfalls über einen Speisesaal und einen Rauchsalon in entsprechend einfacherer Ausführung.